# Lobophytum cryptocormum
Lobophytum cryptocormum is een zachte koraalsoort uit de familie Alcyoniidae. De koraalsoort komt uit het geslacht Lobophytum. Lobophytum cryptocormum werd in 1979 voor het eerst wetenschappelijk beschreven door Verseveldt & Tursch. 